# 新鋭トーナメント戦
新鋭トーナメント戦（しんえいトーナメントせん）は、囲碁の棋戦で、テレビ東京で放映された。日本棋院と関西棋院の、七段・30歳未満で、年間対局料・賞金額上位の棋士が参加する。1969年から開始され、2003年33期まで実施。優勝者は翌年の早碁選手権戦へ出場資格を得る。2003年からはJAL新鋭早碁戦に発展。

## 方式
- 出場棋士は、1年間の対局料・賞金ランキング上位棋士16名。（日本棋院13名、関西棋院3名）
- トーナメント方式で争われ、決勝戦は1番勝負。
- 持時間
  - 1-14期 一人10分、使い切ると1手30秒
  - 15-33期 一人5分、使い切ると1手30秒、3分の考慮時間を2回

## 歴代優勝者と決勝戦
（左が優勝者）
1. 1969年 石田芳夫 - 石井邦生
2. 1970年 高木祥一 - 工藤紀夫
3. 1971年 小島高穂 - 曺薫鉉
4. 1972年 小林光一 - 趙治勲
5. 1973年 趙治勲 - 羽根泰正
6. 1974年 趙治勲 - 小林光一
7. 1975年 小林光一 - 加藤正夫
8. 1977年 趙治勲 - 時本壱
9. 1978年 淡路修三 - 酒井猛
10. 1979年 上村陽生 - 小林光一
11. 1980年 淡路修三 - 郡寿男
12. 1981年 石田章 - 橋本雄二郎
13. 1982年 小林覚 - 神田英
14. 1983年 王立誠 - 小林覚
15. 1984年 今村俊也 - 依田紀基
16. 1985年 園田泰隆 - 小林健二
17. 1986年 依田紀基 - 大矢浩一
18. 1987年 依田紀基 - 彦坂直人
19. 1988年 小松英樹 - 小県真樹
20. 1989年 広江博之 - 依田紀基
21. 1990年 小松英樹 - 鄭銘瑝
22. 1991年 趙善津 - 大矢浩一
23. 1992年 柳時熏 - 中澤彩子
24. 1993年 山田規三生 - 中小野田智巳
25. 1994年 円田秀樹 - 柳時熏
26. 1995年 羽根直樹 - 三村智保
27. 1996年 楊嘉源 - 黒瀧正憲
28. 1998年 山田規三生 - 山田規喜
29. 1999年 三村智保 - 石田篤司
30. 2000年 山下敬吾 - 高尾紳路
31. 2001年 高梨聖健 - 金秀俊
32. 2002年 溝上知親 - 金秀俊
33. 2003年 高尾紳路 - 金秀俊

## 記録
- 最多優勝 3回 趙治勲
- 男女混合棋戦初の女流棋士決勝進出 中澤彩子（1992年）